# Сассер, Кларенс Юджин
Кларенс Юджин Сассер (англ. Clarence Eugene Sasser; 12 сентября 1947 — 13 мая 2024) — солдат армии США, удостоенный медали Почёта, высшей военной награды США, за храбрость, проявленную в ходе Вьетнамской войны.

## Биография
Родился в Шенанго, штат Техас. Некоторое время учился в Хьюстонском университете по специальности химия, но был вынужден бросить учёбу из-за нехватки средств. После прекращения отсрочки ввиду обучения в колледже Сассер был призван в армию США и отправлен на службу боевым медиком во Вьетнам. Сассер был рядовым первого класса штабной роты третьего батальона 60-го пехотного полка, 9-й пехотной дивизии и временно был придан роте А. 10 января 1968 года в провинции Тьензянг, Южный Вьетнам его отряд попал под обстрел. Сассер, сам получив несколько ранений, оказывал помощь раненым. Его служба во Вьетнаме продлилась только 51 день. В 1969 году президент США Ричард Никсон вручил Сассеру медаль Почёта. Позднее Сассер был повышен в звании до специалиста 5-го класса.
По завершении военной службы Сассер поступил в Техасский университет A&M на химическую специальность. После учёбы он более пяти лет проработал на нефтеперерабатывающем заводе, после чего устроился в министерство по делам ветеранов.
В 2010 году статуя Сассера была установлена перед залом суда округа Бразория. Сассер скончался 13 мая 2024 года в возрасте 76 лет в г. Шугар-Ленд, штат Техас.

## Наградная цитата к медали Почёта
За выдающуюся храбрость и отвагу, проявленные с риском для жизни при выполнении долга службы и за его рамками. Специалист пятого класса Сассер отличился в ходе службы в штабной роте третьего батальона. Он служил медиком в роте А третьего батальона в разведывательной операции. Его рота предприняла штурм с воздуха и внезапно попала под плотный вражеский обстрел из лёгкого стрелкового оружия, безоткатных орудий, пулемётов и ракетниц с хорошо укреплённой вражеской позиции с трёх сторон зоны высадки. За несколько минут рота потеряла 30 человек. Без колебаний специалист пятого класса Сассер перебежал под огнём через открытое рисовое поле, чтобы оказать помощь раненым. Доставив одного раненого в безопасное место, он получил болезненное ранение в левое плечо осколками взорвавшейся ракеты. Отказавшись от медицинской помощи, он пробежал под шквалом ракетного и автоматического оружия, чтобы оказать помощь пострадавшим в результате первой атаки, и, оказав им неотложную необходимую помощь, продолжил поиск других раненых. Несмотря на две новые раны, обездвижившие его ноги, он прополз 100 м через грязь до другого солдата. Несмотря на мучительную боль и потерю сознания от потери крови, специалист 5-го класса Сассер добрался до раненого, оказал ему помощь и побудил группу солдат проползти 200 метров до относительно безопасного места. Там он пять часов занимался их ранами, пока их не эвакуировали. Необычайный героизм специалиста 5-го класса Сассера поддержал высочайшие традиции военной службы и принёс великую славу ему, его части и армии США.
Оригинальный текст (англ.)
For conspicuous gallantry and intrepidity in action at the risk of his life above and beyond the call of duty. Specialist 5th Class Sasser distinguished himself while assigned to Headquarters and Headquarters Company, 3d Battalion. He was serving as a medical aidman with Company A, 3d Battalion, on a reconnaissance in force operation. His company was making an air assault when suddenly it was taken under heavy small arms, recoilless rifle, machinegun and rocket fire from well fortified enemy positions on three sides of the landing zone. During the first few minutes, over 30 casualties were sustained. Without hesitation, Specialist 5th Class Sasser ran across an open rice paddy through a hail of fire to assist the wounded. After helping one man to safety, he was painfully wounded in the left shoulder by fragments of an exploding rocket. Refusing medical attention, he ran through a barrage of rocket and automatic weapons fire to aid casualties of the initial attack and, after giving them urgently needed treatment, continued to search for other wounded. Despite two additional wounds immobilizing his legs, he dragged himself through the mud toward another soldier 100 meters away. Although in agonizing pain and faint from loss of blood, Specialist 5th Class Sasser reached the man, treated him, and proceeded on to encourage another group of soldiers to crawl 200 meters to relative safety. There he attended their wounds for five hours until they were evacuated. Specialist 5th Class Sasser's extraordinary heroism is in keeping with the highest traditions of the military service and reflects great credit upon himself, his unit, and the U.S. Army.